# Paronychia argentea
Paronychia argentea là loài thực vật có hoa thuộc họ Cẩm chướng. Loài này được Lam. mô tả khoa học đầu tiên năm 1779.